# Silnice II/149
Silnice II/149 je necelých 8 km dlouhá silnice II. třídy v trase: Lásenice (odpojení od silnice I/34) – Novoveský Dvůr – Bílá – napojení na silnici II/128 (u Číměře).
V Bílé vede přes Sedelský potok.